# Puńsk
Punsk (en polonais Puńsk; en lituanien Punskas) est une ville de Pologne qui compte 1 050 habitants (2002). Elle est un chef-lieu de la commune.
La ville et commune Punsk est situé dans le Powiat de Sejny, dans le voïvodie de Podlachie, au nord-est de la Pologne.
Punsk est le centre des Lituaniens en Pologne. Ils sont ici 83 % des habitants.